# If It's Lovin' That You Want
«If It's Lovin' That You Want» es una canción interpretada por la cantante barbadense Rihanna, incluida en su álbum debut Music of the Sun (2005). Fue compuesta por Jean Claude Olivier, Makeba Riddick, Samuel Barnes y Alaxsander Moselyz, y producida por Poke & Tone. La compañía discográfica Def Jam Recordings, filial de Universal Music, la publicó por primera vez en los Estados Unidos el 12 de agosto de 2005, en formato vinilo de 12". Mundialmente, se puso a la venta el 2 de diciembre del mismo año a través de la descarga digital y en EP. Es una canción perteneciente a los géneros reggae y dancehall, donde Rihanna le explica a su chico que, «si es el amor que quiere, debería hacerla su chica porque tiene lo que necesita».
En términos generales, «If It's Lovin' That You Want» recibió reseñas variadas de los críticos musicales, quienes elogiaron como también criticaron la voz de Rihanna. Además, la canción fue elogiada por su composición y ritmo. En el aspecto comercial, no obtuvo una buena recepción y no pudo igualar el éxito de su primer sencillo, «Pon de Replay». En los Estados Unidos, ocupó el puesto número 36 de la lista Billboard Hot 100, mientras que en los demás países solo estuvo en los diez primeros en Australia, Irlanda y Nueva Zelanda. Para su promoción, se lanzó un vídeo musical dirigido por Marcus Raboy y filmado en las costas de Malibú, en California. En él, la cantante disfruta de diversas actividades en la playa, como bailar en varias escenas o montar un Jet ski con sus amigos.

## Antecedentes y composición
Siguiendo el lanzamiento y el éxito comercial de «Pon de Replay», el primer sencillo del álbum debut de la cantante Rihanna, la compañía discográfica Def Jam Recordings, filial de Universal Music, publicó «If It's Lovin' That You Want» como el segundo sencillo del disco, el 16 de agosto de 2005 como vinilo de 12". Posteriormente, el sello lo envió a las radios estadounidenses el 13 de septiembre del mismo año, y, el 2 de diciembre, fue lanzado mundialmente como descarga digital e EP. En una entrevista con MTV, Rihanna explicó el significado de la letra de la canción, al decir: «Está diciendo básicamente a un chico, "si es el amor que quieres, deberías hacerme tu chica porque tengo lo que necesitas"». Además, la cantante la calificó como una de sus favoritas y la describió como una canción divertida. Una secuela del tema, titulada «If It's Lovin' That You Want – Part 2» y que cuenta con la participación de Cory Gunz, se incluyó en el segundo álbum de estudio de la artista, A Girl Like Me (2006). «If It's Lovin' That You Want» fue compuesta por Jean Claude Olivier, Makeba Riddick, Samuel Barnes y Alaxsander Moselyz, y producida por Poke & Tone. Pertenece a los géneros reggae y dancehall y, según la partitura publicada en Musicnotes por Sony/ATV Music Publishing, está compuesta en la tonalidad de la♭ mayor, con un groove dance moderado de 98 pulsaciones por minuto. El registro vocal de Rihanna se extiende desde la nota fa3 a do5.

## Recepción crítica
En términos generales, «If It's Lovin' That You Want» obtuvo reseñas variadas de los críticos musicales, quienes elogiaron como criticaron la voz de Rihanna. Bill Lamb de About.com le otorgó tres estrellas y media y comentó que, aunque la cantante proporciona una «voz simple y agradable», suena «demasiado clara» y «fina». Indicó que era «agradable» y «veraniega» de escuchar y no es «ofensiva», pero que no logra volver a capturar el hook «asesino» de «Pon de Replay». Por el contrario, A. Vishnu de The Hindu afirmó que la canción da un paso más y expone su versatilidad y su registro vocal. Un reportero de Billboard elogió la composición de la canción y el ritmo, al comentar que «refuerza la firma reggae tropical de Rihanna con un hook impaciente, que, aunque monótono, no se puede perder». Los periodistas Chuck Arnold, Chris Strauss, Ralph Novak y Mark Dagostino, de la revista People, la describieron como «enérgica» y señalaron que Rihanna «se distingue de la pandilla de clones de Ciara». Una mejor reseña la dio Jason Birchmeier, de Allmusic, quien la calificó junto con «Pon de Replay» y «Here I Go Again» como la mejor canción en Music of the Sun; sostuvo que «sigue este patrón atractivo, incluyendo las pocas canciones igualmente pegadizas que siguen al ya mencionado éxito de apertura ["Pon de Replay"]». Por su parte, Sal Cinquemani de Slant Magazine sostuvo que el álbum saca un comienzo acertadamente alegre con la soleada «If It's Lovin' that You Want». Un editor del sitio Take 40 Australia la describió como «discreta» y Kelefa Sanneh del New York Times la calificó como una «canción muy buena». Por último, Andrew Unterberger, de PopDust, elaboró una lista llamada «Todas las 125 canciones de Rihanna: en orden de peor a mejor»; allí, incluyó a la canción en el puesto número 24, y comentó: «En retrospectiva, sin embargo, "Lovin" fue un seguimiento extremadamente digno de "Replay", divertido, alegre y dulcemente romántico de la misma manera que "Shy Guy" de Diana King [lo hizo] una década antes». Continuó diciendo que Rihanna fue lo suficientemente inteligente para cambiar el guion musical de su siguiente álbum —A Girl Like Me—, así que el fracaso comercial de «Lovin» registra no precisamente una tragedia, sino una gran injusticia aun así.

## Recepción comercial
«If It's Lovin' that You Want» obtuvo una recepción comercial muy baja en comparación con su anterior sencillo, «Pon de Replay». En los Estados Unidos, la canción debutó en el puesto número 96, el 22 de octubre de 2005. 10 semanas después, llegó a su posición más alta, en la 36. En las demás listas de Billboard, el tema solo llegó a los números 8, 9, 15, 25, 26 y 99 en Pop 100 Airplay, Pop Songs, Pop 100, Rhythmic Top 40, Radio Songs y Hot R&B/Hip-Hop Songs, respectivamente. Por otro lado, en Europa, el tema debutó y alcanzó el número 11 de la lista del Reino Unido, el 10 de diciembre de 2005. Permaneció en la lista por 5 semanas, hasta el 7 de enero de 2006, donde quedó en el puesto 34. En los demás mercados musicales europeos, llegó a los treinta primeros en las listas de Alemania, la región Flamenca y Valona de Bélgica, Irlanda, los Países Bajos y Suiza. En Austria, por su parte, alcanzó la posición 31. Finalmente, tanto en Nueva Zelanda como en Australia, «If It's Lovin' that You Want» ocupó la novena posición el 16 de enero y 5 de febrero de 2006, respectivamente. La canción permaneció 12 y 14 semanas en las listas de ambos países mencionados.

## Promoción

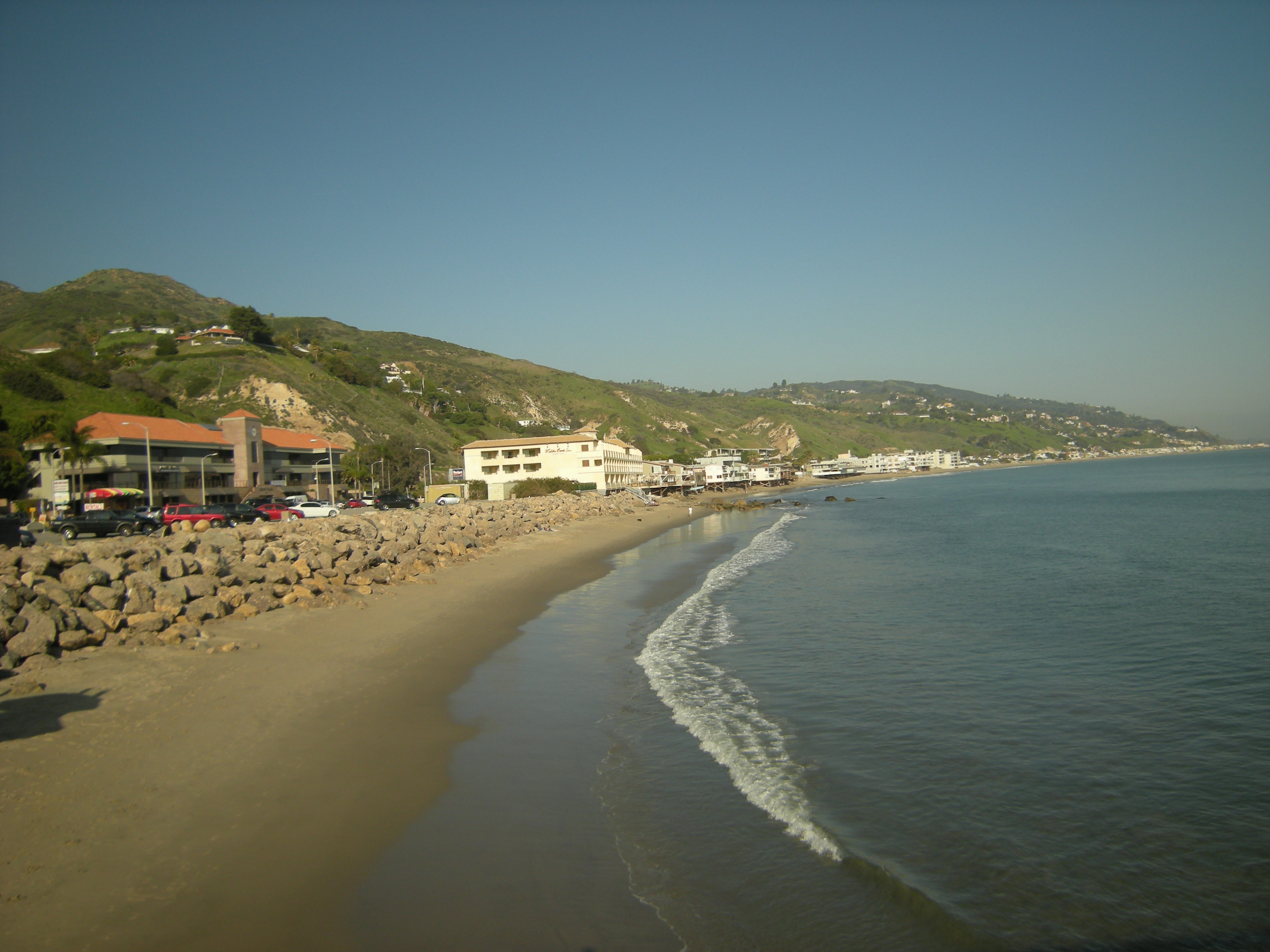
El vídeo musical de «If It's Lovin' That You Want» fue filmado en las costas de Malibú, en California.

Para la promoción de «If It's Lovin' that You Want», se lanzó un vídeo musical dirigido por Marcus Raboy y filmado en las costas de Malibú, en California. En una entrevista con MTV, Rihanna habló sobre el desarrollo del rodaje: «El agua estaba muy fría... pero ¡por Dios!, nos divertimos mucho... Nos topamos mutuamente de los Jet skis y solo tenía una pelota». Asimismo, la cantante detalló más a fondo el contenido del vídeo y el significado detrás de él: «Es sobre divertirse, dando el ambiente del Caribe... hicimos algunas cosas [como] mirar sirenas abajo en la arena... y solo [actué] a la cámara como si fuese mi novio. Ahora vamos a hacer [algunas escenas con] las antorchas Tiki. Va a ser increíble». Fatima Robinson se encargó de realizar la coreografía para el vídeo. Este inicia con escenas de Rihanna bailando, caminando por la playa y montando un Jet ski con sus amigos durante el primer estribillo y el primer verso. A mitad de la primera estrofa, la cantante baila sobre una plataforma con otras cuatro bailarinas, donde usa una «falda blanca corta y una camiseta recortada», con el mar como telón de fondo detrás de ella. Durante el segundo estribillo, las escenas anteriores se intercalan con las demás y continúan en la segunda estrofa, donde la artista, vestida con un atuendo diferente y tumbada en la playa, interactúa con algunos extras masculinos. Para el tercer estribillo, que se repite dos veces, Rihanna realiza una danza del vientre con cuatro bailarinas en medio de una antorcha Tiki durante la noche. El vídeo concluye con dichas escenas intercaladas con el otro.

## Lista de canciones
| Descarga digital |                                                         |          |  |
| N.º              | Título                                                  | Duración |  |
| 1.               | «If It's Lovin' That You Want» (versión del álbum)      | 3:27     |  |
| 2.               | «If It's Lovin' That You Want» (remix) (con Corey Gunz) | 3:21     |  |

| EP  |                                                    |          |  |
| N.º | Título                                             | Duración |  |
| 1.  | «If It's Lovin' That You Want» (versión del álbum) | 3:27     |  |
| 2.  | «If It's Lovin' That You Want» (instrumental)      | 3:20     |  |
| 3.  | «Pon de Replay» (Pon De Club Play)                 |          |  |

| Sencillo en CD publicado en los Estados Unidos |                                                      |          |  |
| N.º                                            | Título                                               | Duración |  |
| 1.                                             | «If It's Lovin' That You Want» (versión de la radio) | 3:27     |  |
| 2.                                             | «If It's Lovin' That You Want» (instrumental)        | 3:21     |  |
| 3.                                             | «If It's Lovin' That You Want» (llamada)             | 0:10     |  |

| Sencillo en CD publicado en los Estados Unidos |                                                      |          |  |
| N.º                                            | Título                                               | Duración |  |
| 1.                                             | «If It's Lovin' That You Want» (versión de la radio) | 3:27     |  |
| 2.                                             | «If It's Lovin' That You Want» (instrumental)        | 3:21     |  |
| 3.                                             | «If It's Lovin' That You Want» (llamada)             | 0:10     |  |

| Sencillo en CD publicado en Europa |                                                      |          |  |
| N.º                                | Título                                               | Duración |  |
| 1.                                 | «If It's Lovin' That You Want» (versión de la radio) | 3:27     |  |

| Sencillo en CD publicado en el Reino Unido |                                                      |          |  |
| N.º                                        | Título                                               | Duración |  |
| 1.                                         | «If It's Lovin' That You Want» (versión de la radio) | 3:27     |  |
| 2.                                         | «If It's Lovin' That You Want» (instrumental)        | 3:21     |  |

| Sencillo en CD Cardboard Sleeve publicado en Europa |                                                            |          |  |
| N.º                                                 | Título                                                     | Duración |  |
| 1.                                                  | «If It's Lovin' That You Want» (versión del álbum)         | 3:27     |  |
| 2.                                                  | «If It's Lovin' That You Want» (remezcla) (con Corey Gunz) | 3:49     |  |

| Sencillo en CD Jewel Case publicado en Alemania y el Reino Unido |                                                            |          |  |
| N.º                                                              | Título                                                     | Duración |  |
| 1.                                                               | «If It's Lovin' That You Want» (versión del álbum)         | 3:27     |  |
| 2.                                                               | «If It's Lovin' That You Want» (remezcla) (con Corey Gunz) | 3:49     |  |

| Maxisencillo en CD publicado en Alemania y Australia |                                                    |          |  |
| N.º                                                  | Título                                             | Duración |  |
| 1.                                                   | «If It's Lovin' That You Want» (versión del álbum) | 3:27     |  |
| 2.                                                   | «If It's Lovin' That You Want» (instrumental)      | 3:21     |  |
| 3.                                                   | «Pon de Replay» (Norty Cotto Remix)                | 7:32     |  |
| 4.                                                   | «If It's Lovin' That You Want» (vídeo musical)     | 3:27     |  |

| Vinilo de 12" publicado en los Estados Unidos (Lado A y lado B) |                                                      |          |  |
| N.º                                                             | Título                                               | Duración |  |
| 1.                                                              | «If It's Lovin' That You Want» (versión de la radio) | 3:27     |  |
| 2.                                                              | «If It's Lovin' That You Want» (instrumental)        | 3:21     |  |
| 3.                                                              | «If It's Lovin' That You Want» (a capela)            | 3:27     |  |
| 4.                                                              | «If It's Lovin' That You Want» (versión de la radio) | 3:27     |  |
| 5.                                                              | «If It's Lovin' That You Want» (instrumental)        | 3:21     |  |
| 6.                                                              | «If It's Lovin' That You Want» (a capela)            | 3:27     |  |

| Vinilo de 12" publicado en el Reino Unido |                                                            |          |  |
| N.º                                       | Título                                                     | Duración |  |
| 1.                                        | «If It's Lovin' That You Want» (versión del álbum)         | 3:27     |  |
| 2.                                        | «If It's Lovin' That You Want» (instrumental)              | 3:21     |  |
| 3.                                        | «If It's Lovin' That You Want» (remezcla) (con Corey Gunz) | 3:49     |  |

| Sencillo en vinilo de 12" publicado en los Estados Unidos y el Reino Unido (Lado A y lado B) |                                                            |          |  |
| N.º                                                                                          | Título                                                     | Duración |  |
| 1.                                                                                           | «If It's Lovin' That You Want Remix» (versión de la radio) | 3:27     |  |
| 2.                                                                                           | «If It's Lovin' That You Want Remix» (instrumental)        | 3:21     |  |
| 3.                                                                                           | «If It's Lovin' That You Want Remix» (instrumental)        | 3:21     |  |
| 4.                                                                                           | «If It's Lovin' That You Want Remix» (a capela)            | 3:27     |  |

| Vinilo de 12" promocional publicado en los Estados Unidos y el Reino Unido |                                                      |          |  |
| N.º                                                                        | Título                                               | Duración |  |
| 1.                                                                         | «If It's Lovin' That You Want» (versión de la radio) | 3:27     |  |
| 2.                                                                         | «If It's Lovin' That You Want» (instrumental)        | 3:21     |  |
| 3.                                                                         | «If It's Lovin' That You Want» (a capela)            | 3:27     |  |
| 4.                                                                         | «If It's Lovin' That You Want» (versión de la radio) | 3:27     |  |
| 5.                                                                         | «If It's Lovin' That You Want» (instrumental)        | 3:21     |  |
| 6.                                                                         | «If It's Lovin' That You Want» (a capela)            | 3:27     |  |

| Vinilo de 12" promocional publicado en Europa |                                                    |          |  |
| N.º                                           | Título                                             | Duración |  |
| 1.                                            | «If It's Lovin' That You Want» (versión del álbum) | 3:27     |  |
| 2.                                            | «Pon de Replay» (remezcla) (Elephant Man)          | 3:36     |  |

## Posicionamiento en listas
| País (Lista 2006)                      | Mejor posición |
| -------------------------------------- | -------------- |
| Alemania                               | 25             |
| Australia                              | 9              |
| Austria                                | 31             |
| Bélgica Flandes                        | 25             |
| Bélgica Valonia (Ultratip 50)          | 2              |
| Estados Unidos (Billboard Hot 100)     | 36             |
| Estados Unidos (Hot R&B/Hip-Hop Songs) | 99             |
| Estados Unidos (Pop 100)               | 15             |
| Estados Unidos (Pop 100 Airplay)       | 8              |
| Estados Unidos (Pop Songs)             | 9              |
| Estados Unidos (Radio Songs)           | 26             |
| Estados Unidos (Rhythmic Top 40)       | 25             |
| Irlanda                                | 8              |
| Nueva Zelanda                          | 9              |
| Países Bajos                           | 13             |
| Reino Unido                            | 11             |
| Suiza                                  | 19             |

## Certificaciones
| País (organismo certificador) | Certificación | Ventas certificadas |
| ----------------------------- | ------------- | ------------------- |
| Estados Unidos (RIAA)         | Oro           | 500 000             |

## Historial de lanzamientos
| País           | Fecha                    | Discográfica                                               | Formato                                          | Ref.                              |
| -------------- | ------------------------ | ---------------------------------------------------------- | ------------------------------------------------ | --------------------------------- |
| Estados Unidos | 16 de agosto de 2005     | Def Jam Recordings Universal International Mercury Records | Vinilo de 12"                                    | [ 1 ] [ 2 ]                       |
| Estados Unidos | 13 de septiembre de 2005 | Def Jam Recordings Universal International Mercury Records | Radio urbana                                     | [ 18 ]                            |
| Estados Unidos | 13 de septiembre de 2005 | Def Jam Recordings Universal International Mercury Records | Rhythmic                                         | [ 19 ]                            |
| Reino Unido    | 28 de noviembre de 2005  | Def Jam Recordings Universal International Mercury Records | Sencillo en CD, EP, maxisencillo y vinilo de 12" | [ 61 ] [ 62 ]                     |
|                | 2 de diciembre de 2005   | Def Jam Recordings Universal International Mercury Records | Descarga digital                                 | [ 63 ] [ 8 ] [ 42 ] [ 64 ] [ 65 ] |
| EP             | 2 de diciembre de 2005   | Def Jam Recordings Universal International Mercury Records | [ 9 ] [ 43 ] [ 66 ] [ 67 ] [ 68 ]                |                                   |
| Alemania       | 2 de diciembre de 2005   | Def Jam Recordings Universal International Mercury Records | Sencillo en CD                                   | [ 50 ]                            |
| Alemania       | 2 de diciembre de 2005   | Def Jam Recordings Universal International Mercury Records | Maxisencillo                                     | [ 51 ]                            |
| España         | 5 de diciembre de 2005   | Def Jam Recordings Universal International Mercury Records | Descarga digital                                 | [ 69 ]                            |

## Créditos y personal
- Voz: Rihanna.
- Composición: Jean Claude Olivier, Makeba Riddick, Samuel Barnes y Alaxsander Mosely.
- Interpolación: «The Bridge Is Over» (1987), de Scott La Rock y Lawrence Parker.
- Producción: Poke & Tone.
- Coproducción: Spanador.
- Producción vocal: Evan Rogers y Carl Sturken.
- Grabación: Al Hemberger y Matt Noble (Bassmint Studios y The Loft Recording Studios, Bronxville, Nueva York, Estados Unidos).
- Mezcla: Jason Goldstein (Sony Music Studios).
- Mezcla adicional: Al Hemberger (Loft Recording Studios, Bronxville, Nueva York, Estados Unidos).

Fuentes: Discogs y notas de Music of the Sun.